# Монтфорт (Вісконсин)
Монтфорт (англ. Montfort) — селище (англ. village) в США, в округах Грант і Айова штату Вісконсин. Населення — 705 осіб (2020).

## Географія
Монтфорт розташований за координатами 42°58′11″ пн. ш. 90°25′59″ зх. д. / 42.96972° пн. ш. 90.43306° зх. д. (42.969768, -90.433134).  За даними Бюро перепису населення США в 2010 році селище мало площу 1,40 км², уся площа — суходіл.

## Демографія
Згідно з переписом 2010 року, у селищі мешкало 718 осіб у 279 домогосподарствах у складі 192 родин. Густота населення становила 514 осіб/км².  Було 298 помешкань (213/км²).
Расовий склад населення:
| - 98,6 % — білих - 0,8 % — чорних або афроамериканців |

До двох чи більше рас належало 0,0 %. Частка іспаномовних становила 1,3 % від усіх жителів.
За віковим діапазоном населення розподілялося таким чином: 24,8 % — особи молодші 18 років, 63,4 % — особи у віці 18—64 років, 11,8 % — особи у віці 65 років та старші. Медіана віку мешканця становила 35,9 року. На 100 осіб жіночої статі у селищі припадало 102,3 чоловіків;  на 100 жінок у віці від 18 років та старших — 101,5 чоловіків також старших 18 років.
Середній дохід на одне домашнє господарство  становив 60 203 долари США (медіана — 51 750), а середній дохід на одну сім'ю — 63 695 доларів (медіана — 55 833). Медіана доходів становила 31 875 доларів для чоловіків та 38 571 долар для жінок. За межею бідності перебувало 8,0 % осіб, у тому числі 4,8 % дітей у віці до 18 років та 4,2 % осіб у віці 65 років та старших.
Цивільне працевлаштоване населення становило 405 осіб. Основні галузі зайнятості: освіта, охорона здоров'я та соціальна допомога — 22,2 %, роздрібна торгівля — 20,5 %, виробництво — 11,4 %, сільське господарство, лісництво, риболовля — 7,9 %.